# Giuseppe Scarlatti

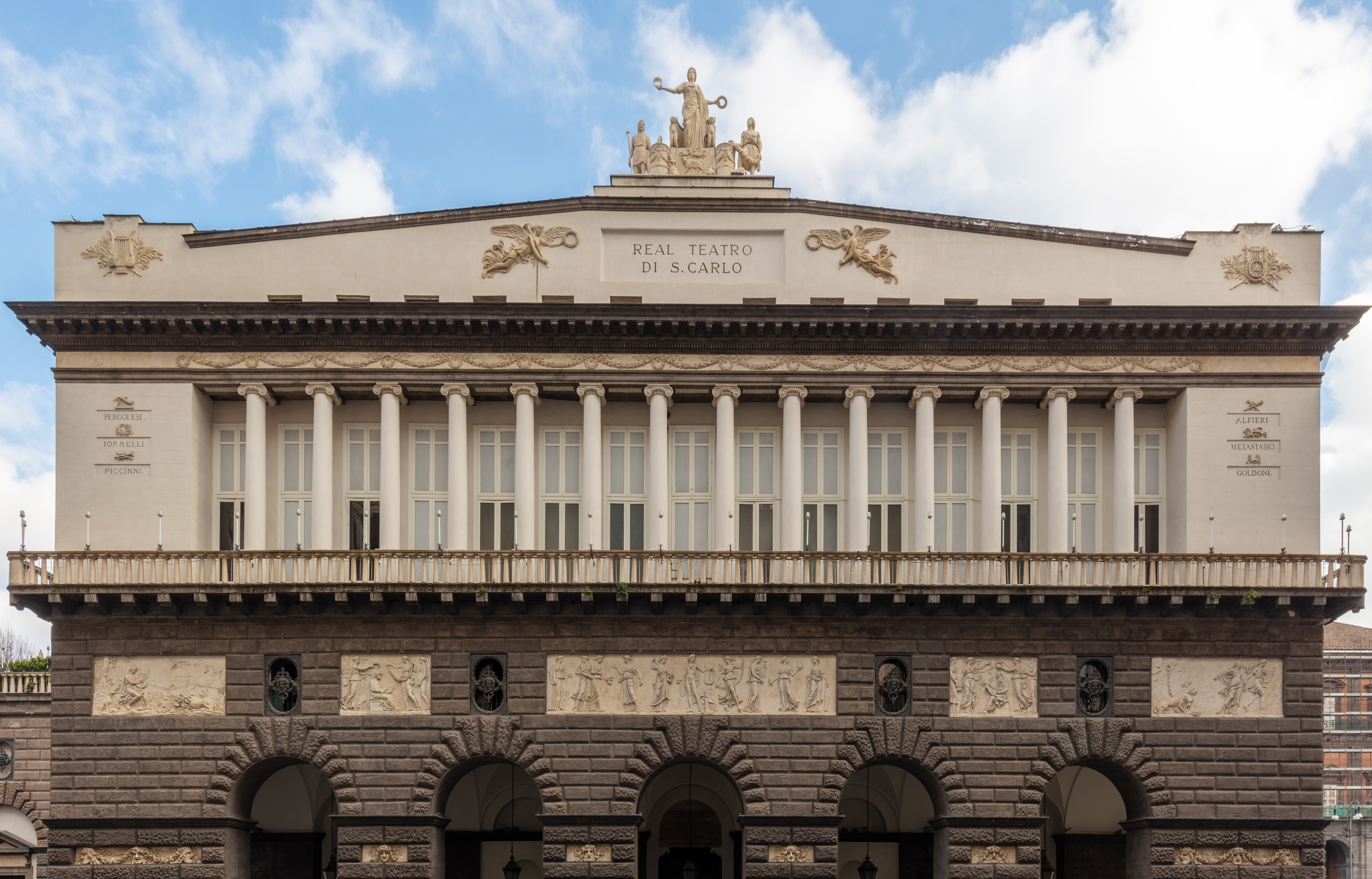
Nápoles, fachada principal del Teatro de San Carlos.

Giuseppe Scarlatti (Nápoles, 18 de junio de 1718 / 1723 – Viena, 17 de agosto de 1777) fue un compositor italiano que desarrolló su obra a mediados del siglo XVIII, perteneciendo por lo tanto al periodo del barroco tardío de la historia de la música.

## Biografía
Se conoce bastante poco de la vida de Scarlatti, ni siquiera el año de su nacimiento, todo lo que sabemos de él lo conocemos a través de las referencias de sus viajes a lo largo y ancho de la península italiana, para asistir a los estrenos de sus obras. 
De 1739 a 1741, vivió en Roma, donde presentó su primer trabajo importante conocido: el oratorio La Santissima Vergine annunziata.
De 1741 a 1749, residió en Florencia, Pisa, Lucca y Turín, donde presentó sus óperas.
En 1750 estrenó en Livorno La Semiramide riconosciuta con libreto de Metastasio.
De 1752 a 1759, fijó su residencia en Venecia, salvo en el año 1755 que regresó temporalmente a Nápoles. Así mismo, en la década de los 50, realizó esporádicos viajes a Milán y Barcelona, siempre para representar sus óperas.
En 1760, se estableció en Viena donde residió hasta su muerte, en 1777. En la ciudad imperial, aparte de continuar su actividad lírica, conocemos que se dedicó a dar clases de clavicémbalo a la alta burguesía y nobleza, entre ellos a miembros de la familia del príncipe Schwarzenberg. En el Burgtheater de Viena presentó numerosos trabajos, sobre todo de carácter cómico (ópera bufa), hasta que en 1772 cesó toda actividad compositiva.

## Formas musicales
Scarlatti compuso unas 30 óperas, de las que 21 son óperas serias y el resto bufas. Sus composiciones casi siempre se sustentaron sobre los textos de Pietro Metastasio, para las óperas serias, y Carlo Goldoni, para las bufas.

## Estilo
El estilo compositivo de sus óperas se basa en las pautas que, unos decenios antes, había establecido su abuelo, Alessandro Scarlatti, es decir, en una melodía simple pero agradable cuya finalidad es acompañar a la voz. Sus trabajos, que en su día conocieron importantes éxitos, hoy están en gran parte olvidados.

## Sus óperas
- Anexo: Óperas de Giuseppe Scarlatti

## Óperas atribuidas
- La madamigella (libreto de Antonio Palomba, 1755, Nápoles)
- Il mercato di Malmantide (ópera bufa, libreto de Carlo Goldoni, 1758, Venecia)

## Otros trabajos
- La Santissima Vergine annunziata (oratorio, 1739, Roma)
- Componimento per musica (serenata, 1739, Roma)
- L'amor della patria (serenata, libreto de Carlo Goldoni, 1752, Venecia)
- Les aventures de Serail (ballet, 1762, Viena)
- Imeneo, sognando talora (cantata para tenor y bajo continuo)
- I lamenti d'Orfeo (cantata para 2 voces y orquesta)
- Amor prigioniero (cantata para 2 sopranos)
- Sonata para clavicembalo.

- Datos: Q795584
- Multimedia: Giuseppe Scarlatti / Q795584